# Abu l-Alá al-Maarri
Abu l-Alá Ahmad ibn Abdalláh al-Maarri t-Tanúhi (Maarrat an-Numán, 973 – Maarrat an-Numán, 1058) középkori arab költő, prózaíró és irodalomtudós volt.

## Élete

### Ifjúsága
A szíriai Maarrat an-Numánban, Aleppó és Homsz között született egy helyi szinten előkelőnek számító családban. Szulajmán nevű nagyapja és apja egyaránt sáfiita kádi volt a városban; édesanyja Aleppóból származott. Négyesztendős korában himlőt kapott, amitől odalett szeme világa, és bőre is himlőhelyes maradt élete végéig. Vaksága mellé azonban rendkívüli tanulékonyság és akaraterő párosult, így miután szülővárosában a helyi vallástudósok mellett megismerkedett a hadíszok és a Korán tudományával, Aleppóba küldték tanulni. Itt rövidesen híre ment nagy tudásának, illetve fiatalon megkezdett költői munkásságának. A kor politikai történéseiben nem vett részt, bár néhány dicsverset írt mind a megrendülő hatalmú aleppói Hamdánidák, mind ellenfeleik, az Aleppót többször megostromló Fátimidák hatalmasságait ünnepelve. A vak ifjú huszonéves korára híressé vált egész Szíriában. 993-ban hazatért szülővárosába, és tizenöt éven át itt tartott előadásokat.

### A bagdadi kísérlet
Al-Maarrit 1005-ben súlyos csapás érte: meghalt édesapja, aki egyik első tanítómestere és támasza volt. Három év múlva, 1008-ban úgy döntött, hogy szeretteit odahagyva a Közel-Kelet legnagyobb városába, a pezsgő kulturális életéről ismert Bagdadba költözik. Számítása annyiban bevált, hogy rövidesen a helyi tudományos és irodalmi körök ünnepelt személyiségévé vált, Tigris partján álló házában tartott előadásait pedig tömegek hallgatták; a leveleiben emlegetett könyvtári lehetőségekre sem lehetett panasza. Feltehetően a pezsgő bagdadi szellemi miliőben érték őt az élete hátralevő részében mutatott, buddhizmusra emlékeztető hatások. Mindazonáltal 1010-ben úgy döntött, hogy elhagyja a várost. Erre kettős oka lehetett: a siker nem járt anyagi jóléttel (ahhoz be kellett volna férkőznie az elit intrikus közegébe, amire erkölcsi alapállása és vaksága miatt nem volt lehetőség), emellett értesült anyja betegségéről. Mire hazatért, szeretett édesanyja is elhunyt.

### „A két börtön túsza”
Mielőtt hazatért volna Bagdadból, értesítette a város lakóit abbéli szándékáról, hogy a továbbiakban visszavonultan fog élni. Ígéretét teljesítette is: a hátralevő negyvennyolc évben gyakorlatilag nem mozdult ki házából, ahol aszketikus életet élt (nem evett húst és minden kényelmet megtagadott magától). Egyetlen kivételt ez alól az képezett, amikor 1027-ben a keresztények elleni zavargások kapcsán Abu l-Madzsd nevű bátyjával együtt számos földijét a Mirdászidák börtönbe vetették. Ekkor – mint több versében is megörökítette – al-Maarri hajlandó volt elhagyni otthonát, és sikeresen járt közben a Maarrat an-Numán-iakért.
Bár családja módosnak számított, al-Maarri igen csekély jövedelemből tartotta fenn magát, amelynek nagy része az életfenntartáshoz kellő szükségleteit ellátó szolgáló kapta meg. Eleinte nem is tartotta mással a kapcsolatot, de végül hagyta, hogy tanítványok gyűljenek köré, akiknek korábbi költők munkásságát kommentálta (így Abu Tammámét, al-Buhturiét és az általa egyszerűen csak „A Költőnek” nevezett al-Mutanabbiét), illetve saját korábbi, hagyományos verseiből összeállított dívánját. Ebben az aszketikus időszakában, amikor magát a „két börtön túszának”, azaz vaksága és otthona rabjának nevezte, készítette el különleges rímképletű verseit (Luzúmijját), illetve ezekben az évtizedekben alkotta prózai munkáit, értekezéseit.

### Iszmáilita kapcsolatok
Élete utolsó szakaszában az iszmáiliták ügynökeivel is kapcsolatba került. Al-Hákim fátimida kalifa (996–1021) damaszkuszi helytartója személyesen látogatott al-Maarrihoz, hogy tolmácsolja neki ura meghívását Kairóba; az aszkéta azonban visszautasította az ajánlatot. A híres utazó és útleíró, Nászir-i Huszrau 1047-ben átutazott Maarrat an-Numánon, és érdekes feljegyzést készített al-Maarriról, aki eszerint igen gazdag, és gyakorlatilag az egész város őt szolgálja, de buzgó vallásos és aszketikus életviteléről is megemlékszik. Ez a leírás, ha nem is pontos, jól tükrözi a szerző nagy befolyását otthonában. Az eddigieknél sokkal komolyabb kapcsolatot jelentett, amikor az iszmáilita propaganda egyik fődáija, a Bagdadot 1055-ben elfoglaló szunnita szeldzsukok ellen Észak-Szíriában agitáló Abu Naszr ibn Abi Imrán 1057 körül levelezni kezdett az öreg aszkétával. Al-Maarrit nem lehetett meggyőzni az iszmáiliták igazáról, ráadásul leveleiben kiállt (sok tudós által buddhista hatásnak betudott) vegetarianizmusa mellett. Mi több, valamiféle általa birtokolt ezoterikus tudásra is tett célzásokat, amelyet azonban nem volt hajlandó felfedni. A misszionárius végül hasztalannak ítélte a levelezést, amelynek végeztével Abu l-Alá rövidesen meg is halt.

## Irodalmi munkássága

### Költészete
Al-Maarrítól két díván maradt fenn, az ifjúkori verseit tartalmazó Szakt az-Zand („A tűzifa szikrája”), illetve a röviden csak Luzúmijjátként ismert Al-Luzúm ma la jalzam („Nem kötelező kötöttségek”). Az előbbiben főleg hagyományos kaszídaformájú dicsversek (madíh) szerepelnek, amelyek zömmel mind a három kötelező részt (felvezető naszíb, viszontagságos sivatagi utazást leíró rahíl, végül maga a dicsőítés) felvonultatják. Néhány gyászdal (riszá) is szerepel a gyűjteményben, illetve nagyon kevés szerelmes vers (gazal) – ezek leginkább afféle kötelező ujjgyakorlatoknak tűnnek. A szigorúan absztinens költő nem írt borverseket (hamrijja). Külön csoportot képez a 31 ún. páncéling-vers (dirijja), amelyekben a vak költő különféle páncélokat és láncingeket (arabul dirʿ) ír le, nem ritkán párbeszédes formában. Ezekben a kaszídaforma sem érvényesül. Első korszakának versei rendkívül díszesek, hasonlataiban és metaforáiban alkalmazott túlzásait későbbi kommentárjában – Dau asz-Szakt („A szikra fénye”) – maga a költő is elismerte. Előszeretettel alkalmazta a szójátékokat (dzsinász) és a kettős jelentésű szavakat is.
A második, bagdadi tartózkodása után készült költeményeket összefoglaló verseskötet címe egy korábban sosem alkalmazott formai megkötésre utal, miszerint a hagyományos egyetlen rímbetű helyett az utolsó két mássalhangzónak kell azonosnak lennie az egész vers során. A kötet témája is különleges: al-Maarri meg is jegyzi az előszóban, hogy a hagyományos témát és a költői hazugságokat elhagyva Isten dicsőítése, illetve a tévelygők figyelmeztetése a célja. Szentenciózus költeményeiben kifejtett gondolataiból azonban kitűnik, hogy a feltámadással és a utolsó ítélettel kapcsolatban kétségek gyötörték, és bár monoteizmusa kétségtelen, a Korán örök érvényében már nem feltétlenül hitt. Ezért később számos kritikusa akadt – igaz, védelmezői is voltak. (Ő maga a Zadzsr an-Nábih („Az ugató elűzése”) című munkájában védekezett néhány korabeli ideológiai támadás ellen.) Ehhez a dívánjához is készített kommentárt Ráhat al-Luzúm, azaz a „Kötelességek kipihenése” címen.

### Prózája
Al-Maarri prózai munkássága élete második szakaszához kötődik, és elsősorban episztolákat és értekezéseket (riszála) ölel fel. Ezek némelyike azonban rendkívül hosszú, így már korai tanulmányozói számára gondot okozott valódi műfajuk meghatározása. Ennek során többek között az elbeszélés, a lejegyzett tudós társalgás, de még a makáma is felmerült mint lehetőség. Rövid, családtagjainak és ismerőseinek írt levelei (melyeket Riszálát Abi l-Alá al-Maarri, azaz „Abu l-Alá al-Maarri episztolái” címen adtak ki) rímes prózában készültek, és különféle közmondásokkal, szólásokkal, rövid versikékkel vannak megtűzdelve.
A „Fejezetek és végződések Isten dicsőítéséről és intésekről” (al-Fuszúl va l-gáját fi tamdzsíd Alláh va l-maváiz) komplikált címe abból ered, hogy a benne foglalt mondanivaló az arab ábécé sorrendjében haladó rímbetűkre végződő strófákból áll. Az azonos rímbetűkre (gája, tbsz. gáját) végződő strófák alkotnak egy fejezetet. A könyv Istennel és a vallással kapcsolatban tartalmaz gondolatokat, és aszketizmusra szólít fel. Tematikája olyannyira vallásos, hogy egyes későbbi muszlim szerzők egyenesen Korán-magyarázatnak titulálták, noha távolról sem az. Ez a munka nagyjából a szerző bagdadi tartózkodásával egy időben készült el: röviddel előtte kezdte el, és hazatérve fejezte be. A műnek csak az első része maradt fenn. Al-Maarri egy magyarázatot is írt hozzá Iklíd al-Gáját („A végződések kulcsa”) címen.
„A Nyihogó és az Iázó episztolája” (Riszálat asz-Száhil va s-Sáhidzs) egy sajátos munka, amelyben egy ló és egy szamár (és más állatok) párbeszédén keresztül mutatja be korának eseményeit, politikai helyzetét. 1021-ben készült, amikor al-Hákim fátimida kalifa „eltűnt”, Azíz ad-Daula szíriai alattvalóit pedig a bizánci támadás réme nyugtalanította. Megírásának közvetlen oka a költő családjának egy adóügyi problémája volt egy bizonyos terméketlen földterület után, amelyért az emír komoly adót követelt. Az Azíz ad-Daulának ajánlott levél az emír költői érdeklődésére építve számos költészeti, metrikai és rímtechnikai kérdésről szót ejt, illetve meglehetősen sokat idéz korábbi költői művekből is, miközben dicséri az uralkodó kiválóságát és irodalmi hajlamait. A szerző ehhez szintén írt egy magyarázatot, címe: „A Nyihogó és az Iázó nyelve” (Liszán asz-Száhil va s-Sáhidzs).
„A megbocsátás episztolája” (Riszálat al-gufrán) 1033-ban, Sibl ad-Daula uralkodása alatt készült, és igen terjedelmes munka. Egy vallástudós és nyelvész, bizonyos Ibn al-Kárih episztolájára készült válaszként, amelyben többek között számos költőt eretneknek bélyegzett. Al-Maarri az episztolában – egy, a különféle kígyókat és népi neveiket felvonultató bevezetést követően – három részben taglalja a történet szerint elhunyt Ibn al-Kárih túlvilági kalandjait. Az elsőben a Mennyországba kerül, a másodikban a Poklot járja meg, végül visszatér a mennyekbe. A szerző meglehetősen ironikusan kezeli Ibn al-Kárihot, de a témát is: a Korán ígéreteinek szó szerinti értelmezése alapján meglehetősen abszurd jelenetek zajlanak le a túlvilágon.
A Riszálat al-Maláika, azaz „Az angyalok episztolája” főszereplője maga al-Maarri, aki a halál angyalával beszélget: a Korán és a hadíszok bizonyos szavainak és kifejezéseinek morfológiai elemzésével sikeresen halogatja önnön halálának óráját. A mű vége nem maradt ránk, de valószínűleg mindvégig különféle játékos morfológiai vizsgálatokról volt benne szó. Szemlélete „A megbocsátás episztolájánál” sokkal inkább ortodoxnak tűnik, amint az a túlvilágot érintő leírásából kitűnik. Hasonlóan elmés a „Rejtvények könyve” (Kitáb al-Ilgáz), amelyben verses formájú találós kérdéseket találunk, melyeket meg is válaszol, illetve megmagyarázza a bennük található szavakat kettős értelmű kifejezéseket.
A Mulka sz-Szabíl („Ami az úton található”) című munkájának datálása nem egyértelmű: egyesek szerint fiatal korában, mások szerint viszont idősen, elvonulva írta. Egyszerű nyelvezetű és tradicionális szunnita szemléletű, meglehetősen kis terjedelmű alkotás. Rövid, rímes prózában íródott bekezdéseket hasonló tartalmú verssorok váltanak benne, amely egyes kutatók szerint a pogány kori prédikátorok, mások szerint pedig az aszketikus verseiről nevezetes Abu l-Atáhija szemléletét tükrözik.

### Kommentárjai
Saját műveihez írt magyarázatain kívül ma négy fennmaradt kommentárjáról (sarh) tudunk, ezek közül kettőt az általa legnagyobb költőnek tartott al-Mutanabbi munkásságához írt. A Mudzsiz Ahmad („Ahmad csodája”) egy viszonylag rövid és egyszerű magyarázat. Sokkal terjedelmesebb és összetettebb az idős korában írt al-Lámi al-Azízí („Az Azíz-féle fénylő”), másképp al-Lámi asz-Szábiti („A Szábit-féle fénylő”), melyek címe a korabeli mirdászida emírre, Azíz ad-Daulára utal, akinek eredeti neve Szábit ibn Szimál volt.
Amikor al-Buhturi egyik kéziratos dívánját eljuttatták hozzá, hogy javítsa ki és tegyen rá kritikai megjegyzéseket, al-Maarri egy egész kötetnyi magyarázatot fűzött hozzá. Ezt gyűjti össze az Abasz al-valíd („A gyermek/al-Valíd játéka”), melynek címe egy szójátékból származik: al-Buhturi neve ugyanis al-Valíd ibn Ubajd Alláh volt. Al-Buhturi mesterének, Abu Tammámnak, azaz Habíb ibn Ausznak a verseit is magyarázta, a Dzikrá Habíb („Habíb emlékezete”) című kötet azonban csak részlegesen, at-Tibrízi Abu Tammám-kommentárjában maradt ránk. Egy kortársa, a Mirdászidákat dicsőítő Ibn Abi Huszajna verseihez is fűzött magyarázatokat, melyek az al-Maarrit túlélő költő dívánjában maradtak ránk – egy, az al-Maarri halálára írt gyászversével egyetemben.

## Megítélése, emlékezete
Al-Maarrit már saját korában kivételes tudású és tehetségű költőnek és irodalmárnak ismerték el, bár erkölcsi alapállása és vaksága miatt a világi elit köreibe nem tudott beférkőzni. Életének második, aszketikus korszaka során tekintélye tovább növekedett, Nászir-i Huszrau egyenesen úgy ír róla, mint városának, Maarrat an-Numánnak uráról. Munkáit, melyekben a halálát követően körülbelül negyven évvel kitörő keresztes háborúk pusztításai minden bizonnyal pótolhatatlan kárt okoztak, számos irodalomtudós kommentálta. Különleges rímtechnikájának később nem sok utánzója akadt.
A Luzúmijjátban kifejtett vallási nézeteit később sokan támadták, néhányan még eretneknek is titulálták a szerzőt; igaz, mások al-Maarri ortodoxiájának bizonyítása mellett törtek lándzsát. Ez kihatással volt nyugati kutatóira is, akik csak a 19–20. század fordulóján kezdték filozófiája mellett irodalmi értékét is felbecsülni. Születésének a muszlim naptár szerinti ezredik évfordulóján, 1944-ben különösen sok tanulmány született. Egyes episztoláiban bizonyos vélemények szerint az arab irodalomból egyébként addig hiányzó drámai műnem jelentkezik.